# Club Deportivo Maldonado
Pour les articles homonymes, voir Maldonado.
Maillots
Actualités
Dernière mise à jour : 2 novembre 2024.
Le Club Deportivo Maldonado est un club uruguayen de football basé à Maldonado.

## Histoire
Le club est fondé le 25 août 1928. En 1995, il joue pour la première fois dans le football professionnel uruguayen en Segunda División jusqu'en 1998. Cette année-là, Maldonado termine troisième de la deuxième division et perd la finale du barrage de promotion. Cependant, grâce à l'augmentation du nombre de participants en première division, le club postule pour une licence et a le droit de débuter en Primera División pour la saison suivante. 
À partir de 1999, Maldonado était dans la Primera División pendant six saisons ne dépassant jamais la neuvième place. Après une 18e place dans le Torneo Clasificatorio 2004, il a été relégué en deuxième division. Depuis lors, le Deportivo Maldonado fait partie de la deuxième division uruguayenne sans interruption. En 2006, cependant, l'équipe n'a pas participé au championnat pour raisons financières. Le meilleur classement en deuxième division après la relégation est une cinquième place en 2010-2011.
En 2009, le club créé une société anonyme sportive, la première en Uruguay, afin de consolider les structures et la formation, dix an plus tard le Club Deportivo Maldonado termine vice-champion de deuxième division et revient en première division après quinze années. Le club arrive à se stabiliser en Primera División, en terminant à la troisième place en 2022 il participe à la Copa Libertadores 2023, mais sera éliminé au deuxième tour par les Brésiliens de Fortaleza.

## Logo

Évolution du logo
Ancien logo.
Ancien logo.
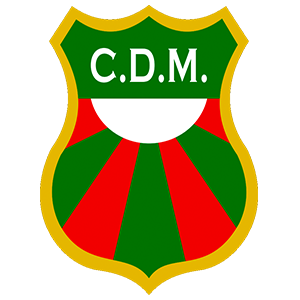
Logo actuel.